# Adhemar Campos Filho
Adhemar Campos Filho (Prados, 17 de janeiro de 1926 - Prados, 19 de julho de 1997), também conhecido como Adhemarzinho, foi um regente, compositor, arranjador, musicólogo e professor brasileiro, atuante principalmente em Prados (MG). Foi autor de música sacra, música para banda e outras formações, tendo exercido várias funções na Lira Ceciliana de Prados e integrante dos primeiros projetos musicológicos mineiros, na década de 1970.

## Trajetória
Bisneto de Jose Estêvão Costa (fundador da Lira Ceciliana de Prados), neto e filho de músicos (sua mãe tocava violino e o pai tocava violoncelo), Adhemar Campos Filho aprendeu teoria musical e solfejo com seu avô, Antônio Américo da Costa. Foi autoditada em harmonia, contraponto e fuga, porém estudou orquestração com o compositor francês Fernand Jouteux, quando de sua residência em Tiradentes, entre 1948 e 1953.
Adhemar Campos Filho compôs desde a juventude, assumindo várias funções na Lira Ceciliana de Prados, como professor, arranjador, instrumentista e regente, desde 1948 até o final da vida, ao mesmo tempo em que exerceu as funções de professor de matemática e diretor do Ginásio São Jose de Prados.
Em sua atividade como musicólogo, colaborou com diversos pesquisadores desde 1963 e integrou, na década de 1970, a equipe da pesquisa do projeto O ciclo do ouro: o tempo e a música no barroco católico (PUC-RJ), como membro da Comissão de Análise de Documentos (CAD), juntamente com Elmer Corrêa Barbosa, Aluízio José Viegas e Cleofe Person de Mattos, e como editor da série Música Sacra Mineira - Séculos XVIII e XIX (hoje também conhecida como Coleção Música Sacra Mineira), para a qual reconstituiu e revisou várias obras sacras mineiras dos séculos XVIII e XIX.
Os projetos O ciclo do ouro e Música Sacra Mineira foram os dois primeiros projetos musicológicos realizados em Minas Gerais (estimulados pelos trabalhos de Francisco Curt Lange a partir da década de 1940 e paralelos à constituição do Museu da Música de Mariana), que desencadearam uma série de pesquisas e projetos desenvolvidos nas décadas seguintes, como os projetos Acervo da Música Brasileira e Patrimônio Arquivístico-Musical Mineiro, além dos projetos de revitalização das orquestras da região do Campo das Vertentes (como a Orquestra Ribeiro Bastos, a Orquestra Lira Sanjoanense, a Sociedade Orquestra e Banda Ramalho e a própria  Lira Ceciliana de Prados) e da criação de instituições de pesquisa, como a Fundação Centro de Referência Musicológica José Maria Neves (F-CEREM) e o Departamento de Música (DMUSI) da Universidade Federal de São João del-Rei.
Adhemar Campos Filho teve especial participação na pesquisa, edição, regência e divulgação de obras do compositor de São José del-Rei (atual Tiradentes) Manoel Dias de Oliveira (c.1735-1813). Em função de sua atuação musicológica, a partir da década de 1970, passou a colaborar também com George Olivier Toni, com quem criou, em 1977, o Festival de Música de Prados, evento que dinamizou a atividade musical e a pesquisa musicológica no Campo das Vertentes, somando-se às ações musicológicas desencadeadas a partir dessa mesma década.
Participou, em 1984, do I Encontro Nacional de Pesquisa em Música, no Museu da Música de Mariana e integrou a banca examinadora da defesa de doutorado de Silvio Augusto Crespo Filho, na Escola de Comunicações e Artes da USP, em 1990.
Foi professor de harmonia e prática na orquestra do Conservatório de Música Padre José Maria Xavier (São João del-Rei - MG) entre 1976 e 1977, ministrando curso de instrumentação na II Bienal Internacional de Música da USP, em 1978. Participou em Brasília, na década de 1970, do II, III e IV Encontro Nacional de Compositores e Ministrou o curso “Restauração de Música Mineira Colonial” no II Encontro Nacional de Música Sacra realizado pela CNBB em 1994.
É o autor do Hino do Município de Prados e deixou uma grande quantidade de composições manuscritas para diversas formações, a maioria delas arquivadas em acervos musicais do Campo das Vertentes, atualmente em fase de catalogação, por seu filho, Adhemar Campos Neto. Em suas composições utilizou tanto linguagens tradicionais, quanto linguagens contemporâneas, especialmente o dodecafonismo.
Dentre seus alunos, destaca-se o compositor paulista Sílvio Ferraz, que a Adhemar Campos Filho dedicou o livro Música e repetição (São Paulo: EDUC/Fapesp, 1998).
Outro compositor paulista, Rubens Russomanno Ricciardi, influenciado pelos ensinamentos do mestre Adhemar Campos Filho durante os festivais de Prados (sempre na segunda quinzena de julho, de 1979 a 1986), compôs a obra sinfônica Candelárias - uma abertura trágica (1995), premiada no México (2000), tendo como princípio sua filosofia poética da economia de recursos: "escrever com poucas notas, mas com grande efeito", a exemplo da escritura do Miserere, de Manuel Dias de Oliveira. Rubens Russomanno Ricciardi também dedicou a Adhemar Campos Filho sua obra sinfônica Viva Gramsci ou Cenas de Fellini (estreada no Festival de Música de Prados, em 1986). 

## Principais publicações
- 1974-1975: Música Sacra Mineira - Séculos XVIII e XIX.
- 1978: BARBOSA, Elmer Corrêa (org.). O ciclo do ouro: o tempo e a música do barroco católico; catálogo de um arquivo de microfilmes; elementos para uma história da arte no Brasil; Pesquisa de Elmer C. Corrêa Barbosa; assessoria no trabalho de campo Adhemar Campos Filho, Aluízio José Viegas; Catalogação das músicas do séc. XVIII Cleofe Person de Mattos. Rio de Janeiro: PUC, FUNARTE, XEROX.

## Alunos
- José Leonel Gonçalves Dias[13]
- Paulo Castagna[14]
- Sílvio Ferraz de Mello Filho[11]
- Rubens Russomanno Ricciardi

## Homenagens
- Escola Municipal Maestro Adhemar Campos Filho, Rua Cel. José Manoel, 86, Prados - MG
- Concerto em Homenagem aos musicólogos Curt Lange e Adhemar Campos Filho (Coral BDMG e orquestra SESIMINAS)[15]

## Áudios
- «Doutor Bibi - Adhemar Campos Filho»